# Strop Sikstinske kapele
Strop Sikstinske kapele vsebuje zelo znan cikel fresk Michelangela Buonarrotija, narejen v letih 1508-1512 in velja za eno absolutnih in najpomembnejših mojstrovin zahodne umetnosti. Naročil ga je papež Julij II., za umetnika pa je bil to izjemen izziv, ki poleg tega, da slikarstva ni občutil kot umetnost, ki mu je bila bolj všeč (vedno se je razglašal za kiparja), v rekordnem času dokončal kompleksno dekoracijo skoraj 500 m² in skoraj sam.
Ciklus fresk je ikonološko zaključil Zgodbe o Jezusu in Mojzesu, ki jih je naredila skupina slikarjev (med njimi Sandro Botticelli, Domenico Ghirlandaio, Perugino, Luca Signorelli in Cosimo Rosselli) v letih 1481-1482, v času Siksta IV. Pravzaprav je Michelangelo na oboku naslikal zgodbe o človeštvu ante legem, torej preden je Bog Mojzesu poslal plošče z desetimi božjimi zapovedmi.

## Zgodovina

### Projekti Julija II.
Spomladi 1506 je imel Michelangelo senzacionalen razhod s papežem Julijem II., ob prekinitvi grandioznega projekta za papeževo grobnico, projekt ki mu je umetnik namenil vso energijo in pričakovanja. Julij II., ki mu je morda svetoval arhitekt Donato Bramante, ki ni skrival svojega rivalstva z Michelangelom, je pravzaprav prišel do zaključka, da je skrb za lasten pokop slab znak.
Verjetno je ob tej priložnosti papež, ambiciozna osebnost in ljubitelj umetnosti v funkciji politike, že imel v mislih še eno veličastno delo, ki bi ga bilo treba zaupati florentinskemu umetniku in sicer poslikavo oboka Sikstinske kapele, ki jo je z zvezdnatim nebom že freskiral Piermatteo d'Amelia, v času sorodnika in predhodnika Siksta IV. Dejansko je maja 1504 grozeča razpoka v stropu povzročila, da je bila kapela več mesecev neuporabna, kjer so potekala najpomembnejša in slovesna praznovanja papeškega dvora.
Toda Michelangelo, ki je novi predlog najprej prezrl, je takoj, ko je izvedel za prekinitev dela na nagrobnem spomeniku, ki so ga povzročile spletke med dvornimi umetniki, v naglici (18. aprila 1506) pobegnil iz Rima in se zatekel v Firence, kjer je ostal skoraj eno leto, kljub večkratnim klicem papeža. Papež je poslal tri kratke besede v Signorio v Firencah in nenehno vztrajanje gonfalonijera Pier Soderinija ("Ne želimo, da bi se vojskovali s papežem in ogrozili našo državo"), in Michelangelo je končno razmislil o spravi, in izkoristil priložnost papeževega obiska v Bologno (1507), da bi sodeloval v vojaški kampanji proti Bentivogliju.

### Naročilo
Michelangelo je moral novi projekt poznati vsaj od leta 1506, ko je prejel pismo florentinskega mizarja in mojstra graditelja Piera di Jacopa Rossellija (z dne 10. maja), v katerem so mu povedali o večerji, ki je bila nekaj dni prej v Apostolski palači. Ob tej priložnosti bi papež Julij II. Bramanteju in drugim gostom razkril svoj namen, da Michelangelu zaupa prebarvanje oboka Sikstinske kapele, vendar se je arhitekt iz Urbina odzval tako, da je vzbudil dvom o resničnih sposobnostih Florentinu, slabo usposobljenem v freskah. Rosselli je nato skočil v obrambo rojaka Michelangela, ga nato opozoril in mu priporočil, naj sprejme naročilo. Pismo, ki zanika govorice, da je bil sam Bramante tisti, ki je papežu predlagal projekt za Michelangela, ker ga je poskušal diskreditirati (potrdili so ga Michelangelovi biografi), priča, da je dejansko obstajalo rivalstvo med umetniki papeškega dvora, ki v iskanju papeževe naklonjenosti niso želeli zamuditi priložnosti, da bi se obogatili z velikimi projekti, ki so si med seboj konkurirali, saj razpoložljivost sredstev, čeprav je bila velika, ni bila neskončna.
Poleg tega si iz pisma lahko predstavljamo dvome in težave, ki jih je imel Michelangelo, ko se je lotil dela, ki mu ni bilo všeč, saj ni bil ravno navajen fresko tehnike: med vajeništvom jo je res dobro opazoval v delavnici Ghirlandaioja (okoli 1487-1488), vendar tega ni prakticiral že leta, saj se je imel v celoti za kiparja in ne za slikarja.
Na koncu pa se je Michelangelo kot ambiciozen človek odločil sprejeti naročilo in spoznal priložnost, da dokaže svojo sposobnost premagovanja omejitev, z neposrednim spopadom z velikimi florentinskimi mojstri, s katerimi se je izobraževal (začenši pri Ghirlandaiou).
Zdi se, da vsi namigi potrjujejo tezo, da je umetnik delo sprejel ne tako nejevoljno, kot so si zamislili njegovi biografi (Condivi in Vasari), motivirani bolj z nameni samoobrambe, ki jih je narekoval sam Michelangelo, predvsem pa se je želel znebiti obtožb in polemike v zvezi z zamudami pri nastanku nagrobnika Julija II., pa tudi v podporo njegovemu lastnemu mitu kot umetniku, ki je sposoben zmagati proti največjim težavam.
Naloga je bila v Rimu formalizirana med marcem in aprilom 1508, Michelangelo pa je v zapisku z dne 10. maja istega leta zapisal, da je za podjetje pridobil začetni predujem v višini petsto dukatov, »za katerega delam danes«: zagotovo so bile pripravljalne risbe, saj so bili potrebni pomočniki za operativno fazo zahtevani šele jeseni.

### Opredelitev predmeta
Začetni projekt je vključeval upodobitev dvanajstih apostolov na obočnih kapah na katerih sloni obok (kjer so danes sedeži prerokinj), medtem ko bi bili na osrednjih poljih geometrijski okraski. Michelangelo je o tem projektu govoril pozneje, v pismu iz leta 1523 Gianu Francescu Fattucciju. Ostajata dve pripravljalni risbi, ena v Britanskem muzeju in ena v Detroitu: prva prikazuje dvanajst apostolov, ustoličenih v nišah na kapitelih, kjer so bili potem naslikani preroki; druga prikazuje študijo za niše, ki so bile prek oboka povezane s sistemom okrasnih elementov (ovali in nagnjene figure v dejanju držanja okvirjev), ki bi simulirali prečne loke; med slednjimi so bili veliki pravokotniki z osmerokotnimi okvirji.
Nezadovoljen (»papežu sem povedal, da bi apostole delal sam, zdelo se mi je, da sem reven [...], ker so bili tudi oni revni«), je umetnik lahko razširil ikonografski program, kakor mu je bilo všeč, tako da pripoveduje zgodbo o človeštvu ante legem in se tako neprestano postavlja s temami fresk na stenah.
Kompleksni ikonografski projekt je bil vsekakor razvit s sodelovanjem in naročnikovimi svetovalci in teologi papeškega dvora, med katerimi sta bila morda kardinal in frančiškanski teolog Marco Vigerio ter visoko kultivirani generalni vikar avguštincev Egidio da Viterbo. Šlo je za izdelavo prve sheme, s poudarkom na motivu lokov in večjim prostorom, rezerviranim za kvadratke, ki so jih označili (brez osmerokotnih okvirjev), v katere so bile nato postavljene Zgodbe. Namesto statičnih kerubinov, ki držijo plakete, so nato razvili bolj dinamične Ignudi. Preroki, sibile, ignudi, prekrivni registri: na koncu je prišlo do ponovnega pojavljanja idej in motivov iz prvega projekta za grobnico Julija II..
Michelangelo se je izognil poti iluzionističnih utrinkov, ki so jih že prehodili Melozzo da Forlì, Andrea Mantegna in Donato Bramante in tistih, ki so bili staromodni, ter iskal kontaminacijo med obema sistemoma. Konec koncev je velikost kapele onemogočila izbiro privilegiranega zornega kota, na katerem bi bilo mogoče umeriti prilagojene poglede, tako da je moral Michelangelo le izslediti figure, kot bi bile čelne, pred očmi gledalca, s pomočjo ukrivljene oblike oboka. To je ustvarilo popolno strukturno enotnost in jasno artikulacijo delov, zahvaljujoč poslikani arhitekturi in dimenzijskim, kretničnim in ritmičnim odnosom med liki, zlasti tistimi, ki niso vključeni v pripovedne prizore (Ignudi in Veggenti).

### Začetna stopnja
Prve mesece so zasedle pripravljalne risbe (skice in kartoni), gradnja odra in priprava površin za freske, za katere je poskrbel mojster Piero Rosselli, že avtor prej omenjenega pisma z dne 10. maja 1506. Dela so se 10. junija 1508 že začela, saj je papeški mojster obredov Paris de Grassis zapisal, kako je liturgične obrede v kapeli motil prah, ki ga je povzročilo delo v zgornjem delu kapele. 27. julija je bil Rosselli v celoti plačan.
Da bi dosegel strop, je Michelangelo potreboval oder, ki je omogočal tudi hkratno izvajanje verskih in obrednih dejavnosti v kapeli. Prvi oder je zasnoval njegov tekmec Bramante, ki je zasnoval poseben oder, obešen v zraku s pomočjo vrvi. Michelangelo, ki v svojih pismih in zapisih biografov ne pogreša priložnosti za diskreditacijo in dvom o umetniških sposobnostih svojih tekmecev (Bramante in Rafael na prvem mestu), je ocenil, da je struktura popolnoma neustrezna, saj bi pustila luknje v stropu in z roko popolnoma popravil oder.
Tako je sam obnovil leseni oder. Michelangelov oder, ki ga je tako pohvalil Vasari, je pravzaprav temeljil na prilagoditvi sistema, ki je že bil uporabljen za izdelavo obokov: šest parov nosilcev je podpiralo "stopničasto" viseče ogrodje, ki visi na nosilcih iz lukenj v stenah, zgornji del, v bližini oken, ki so omogočala delo na različnih površinah zdaj v vodoravnem, zdaj navpičnem, zdaj prečnem položaju. Condivi je polemično opozoril, da je bil Michelangelov primer »vzrok, da je Bramanteju odprl oči in se naučil graditi oder; ki mu je potem pri gradnji sv. Petra zelo koristil.«
V praksi je Michelangelo s to strukturo rešil problem višine in gibljivosti, ne pa tudi udobja: sam je bil priča, ko se je upodobil pri slikanju oboka, poleg pesmi v verzih, ki je bila »prevedena« v sodobno italijanščino in se glasi:
Sono teso come un arco. 
Mi è già venuto il gozzo, 
il ventre me lo sento in gola, i, lombi mi sono entrati nella pancia, 
non vedo dove metto i piedi
e il pennello mi gocciola sul viso.
Med koncem avgusta in začetkom septembra 1508 je Michelangelo poslal po vrsto pomočnikov v Firence, vključno s svojimi prijatelji Francescom Granaccijem, Giulianom Bugiardinijem, Aristotile da Sangallo in drugimi, katerih imena se srečajo le ob tej priložnosti, in jih je navedel Vasari: to so pripomočki iz florentinskih delavnic Ghirlandaia ali Cosima Rossellija. Po mnenju zgodovinarja iz Arezza je imel Michelangelo z njimi nesoglasja, ker je bil nezadovoljen z njihovo službo in jih je nenadoma odpustil. V resnici se zdi, da če je neki Jacopo di Sandro januarja 1509 razburjen odšel iz Rima, so drugi odšli pozneje, na primer Jacopo di Lazzaro, znan kot l'Indaco Vecchio, medtem ko se iz dopisov in iz Michelangelovih spominov zdi, da je ostal Aristotile da Sangallo praktično v arhitekturi in perspektivi. Poleg tega je umetnik z nekaterimi, na primer Bugiardinijem in Granaccijem, ohranil dobre odnose tudi pozneje, kar je nepredstavljivo, če bi Vasarijevo poročilo o »izgonu« bilo resnično. Stilistične študije so ugotovile prisotnost sodelovalnih posegov vsaj do januarja 1511, nato pa se zdi, da je umetnik nadaljeval sam. Vsekakor so delali v popolni podrejenosti Michelangelu, brez svobode delovanja glede prizorov, ki jih je treba predstaviti, z zelo podrobnimi kartoni, ki sledijo.  Že iz prizorov Izvirnega greha in izgona iz raja ter stvarjenja Eve je mogoče opaziti drastično zmanjšanje števila dni (z dvanajst / trinajst na štiri) in Ignudi, namesto po osrednjih prizorih, začeli barvati prvi: so jasni znaki drastičnega zmanjšanja pomoči. Takrat je bilo treba florentinsko pomoč zavrniti, pri čemer so se prepustili drugim, ki so se posvečali skromnejšim nalogam, kot so priprava barv in ometov.
Delo, ki je samo po sebi izčrpavajoče, je poslabšalo umetnikovo značilno nezadovoljstvo s samim seboj, zamude pri izplačilu plač in stalne prošnje za pomoč družinskih članov.
Prve stopnje dekoracije so otežile tudi tehnične težave, povezane s pojavom plesni, ki sta jih omenila Condivi in Vasari in dokazala ob obnovi: v praksi je Michelangelo uporabil preveč vodno apneno in pozzolansko malto, namesto običajne z apnom in peskom. Da bi odpravil težavo, je moral Michelangelo odstraniti omet in začeti znova, vendar z uporabo nove mešanice, ki jo je ustvaril eden od njegovih pomočnikov, Jacopo l'Indaco, na predlog Antonia da Sangalla, ki se je sušil počasneje, vendar se je bolje držal.
Občutek, da se je podal v podjetje, v katerem ni bil dovolj izkušen, in začetne težave so umetnika pripeljale do globokega nezadovoljstva, ki ga je izrazil v pismu očetu z dne 27. januarja 1509: »To je težava dela, in spet ne bo moj poklic. In vendar zapravljam čas brez soka. Bog mi pomagaj.«
Če je dejstvo, da je umetnik moral delati v ležečem položaju, morda le legenda, so morali biti zagotovo njegovi delovni pogoji zelo težki: slaba svetloba, ki je prihajala skozi okna in oder, se je povečala zaradi negotove in ne ravno homogenega prižiganja sveč in svetilk; glavo je bilo treba nagibati, kar je povzročilo »veliko nelagodje, tako da  Michelangelo, ko je šel dol, »ni mogel brati ali gledati risb, razen navzgor, kar je trajalo več mesecev.«

### Delno odkrivanje
Odri so morali pokriti le polovico kapele, zato so jih morali po zaključku del v začetnem delu razstaviti in v drugi polovici obnoviti. Ob tej priložnosti je bilo opravljeno prvo opazovanje rezultata.
Michelangelova pisma med letoma 1509 in 1510 nakazujejo skorajšnjo razkritje cikla z delnim zaključkom od vrat "do sredine oboka", zato se nanašajo na zadnje zgodbe Geneze po vrstnem redu branja, s tremi zgodbami o Noetu. Avgust 1510 je zaznamoval tudi obdobje gospodarskih težav za papeško blagajno, nadlegovanje zaradi papeževe vojaške akcije proti Francozom: septembra je Michelangelo očetu pisal, kako je papež daleč in nikomur ni prepustil ukazov ali mu plačal polovice storitev, niti mu dal avans za drugi del.
Nekaj tednov kasneje je Michelangelo odšel v Bologno iskat papeža in se tja vrnil tudi decembra, ne da bi dobil tisto, kar je iskal.
Šele junija 1511 se je papež vrnil v Rim in dal oder odstraniti, da bi videl rezultat. V dnevniku obrednega mojstra Paride Grassi je zapisano, da je med 14. in 15. avgustom 1511, praznikom Marijinega vnebovzetja (ki mu je posvečena kapela), papež odšel v Sikstino, »da bi si ogledal na novo odkrite slike«.
Dogodek je bil dragocen za Michelangela, ki je lahko videl obok od spodaj kot celoto in brez odra. Zavedajoč se, da je imel preveč gneče prizorov likov ne velikega obsega, komaj berljivih s trinajstih metrov, ki ločujejo strop od tal, je premislil svoj slog za naslednje freske: v Izvirnem grehu in izgonu iz zemeljskega raja in pri ustvarjanju Eve je upodobitev postala bolj gola, z večjimi in masivnejšimi telesi, preprostimi, a zgovornimi kretnjami, ki so dodatno poudarjale veličino in bistvo slik ter redko omenjale sklicevanje na okoliško pokrajino. Na splošno pa slogovne razlike niso opazne, dejansko gledano od spodaj, obok ima popolnoma enoten videz, ki ga daje tudi uporaba ene same nasilne barvne sheme, ki jo je razkrila obnovitev, dokončana leta 1994.
Zdi se jasno, da je moralo slikanje oboka zaradi oblike odra potekati od stene vrat do oltarja in obravnavati eno obočno polo naenkrat: poleg osrednje plošče je Michelangelo naslikal sorodne Preroke, Gole, kjer so prisotni, in relativne pendantive in lunete. Zdi se, da je hipoteza Charlesa de Tolnaya, po kateri je slednji prišel v zadnjem letu s posebnim odrom, zastarela.

### Zaključek del
»To delo je bilo in resnično je svetilka naše umetnosti, ki je umetniški umetnosti dala toliko koristi in svetlobe, da je bilo dovolj, da je osvetlila svet, toliko sto let v temi.« (Giorgio Vasari, Le vite de' più eccellenti pittori, scultori e architettori, Vita di Michelagnolo Buonarruoti fiorentino, pittore, scultore et architetto, 1568.)
V zadnjem letu je bil Julij II. vse bolj nestrpen, kar je Michelangela prisililo k frenetičnemu tempu, da je približal zaključek. Zadnje freske kažejo bolj jedrnat slog in z nekaj poenostavljenimi podrobnostmi, a nič manj učinkovite. Oktobra 1512 je Michelangelo pisal očetu, da je »končal kapelo, ki sem jo poslikal: papež je zelo zadovoljen in druge stvari mi ne uspejo, kot sem ocenil; krivi čase, ki so zelo v nasprotju z našo umetnostjo.«
Tudi iz dnevnika De Grassis izvemo, da so na predvečer vseh svetih leta 1512, 31. oktobra, freske slovesno odkrili in kapelico ponovno odprli.
Ob opazovanju fresk sta se umetnik in naročnik odločila, da ju dokončata z dodatkom suhih zaključkov (za draperije in druge podrobnosti) in pozlato, ki pa nikoli nista bili narejeni zaradi okorne sestave odra ali ker nista bili nujno potrebni. Vasari poroča o izmenjavi besed na to temo med papežem Julijem in Michelangelom: »Papež, ko je videl Michelagela, mu je pogosto rekel: Naj bo kapela obogatena z barvami in zlatom, ker je revna. Michelagnolo je z domačnostjo odgovoril: Sveti oče, takrat ljudje niso nosili zlata, slikani pa nikoli niso bili preveč bogati, ampak sveti možje, ker so zapravili bogastvo«.
Konec koncev bi lahko rekli, da je bil težak izziv popolnoma uspešen in presegel vsa pričakovanja. Sodbe o rezultatu so bile takoj navdušene. Vasari je pohvalil naravnost pri razporeditvi človeških figur, perspektivno virtuoznost, duhovno intenzivnost, okretnost risbe.
Vsi umetniki, prisotni v Rimu, so si ogledali neverjetno delo Michelangela. Med temi Rafael, ki se je odločil upodobiti Michelangela (s svojim lastnim slogom) v liku Heraklita med filozofi v ospredju Atenske šole, Perin del Vaga, Pontormo, Rosso Fiorentino, Domenico Beccafumi. Vendar tudi kritike značaja niso zamujale, precej pred kritikami, naslovljenimi na sodbo, zlasti v času "batavskega" papeža Hadrijana VI., ki, kot se spominja Vasari, »se je že začelo [...] (morda posnemati papeže iz prej omenjenih časov), zaradi tega, ker bi rad vrgel kapelo božanskega Michelagela na tla, češ da je preveč golih. In zaničeval vse dobre slike in kipe, ter jih imenoval lascivnost sveta ter sramotne in gnusne stvari.«

### Nadaljnji dogodki
Leta 1534 se je Michelangelo vrnil na delo v Sikstinsko kapelo z drugim kolosalnim podvigom, Poslednjo sodbo, ki zaseda celotno steno za oltarjem. Za njeno ustvarjanje sta bili žrtvovani dve zgodbi iz 15. stoletja, Peruginovo Vnebovzetje in dve luneti Michelangela.
Leta 1543 je bil ustanovljen uradni "čistilnik" sikstinskih fresk, leta 1565 pa so po nekaj poležavanju zabeležili prve restavratorske posege. Ponovno so bili posegi v letih 1625, 1710, 1903-1905 in 1935-1936. Ob enem od teh del, najverjetneje leta 1710, se je na oboku razmazal lak na osnovi živalskega lepila, ki je kmalu na koncu resno zameglil celoten cikel, ki je bil ogrožen tudi zaradi vdora vode, dima sveč in drugih vzrokov.
Sčasoma je na ocene Michelangelove kakovosti "velikega kolorista" vplivala umazanija, kar je privedlo do govora o "marmorni monotoniji", ki jo je prevzelo kiparstvo, in "mračnem" umetniku. V resnici, kot je pokazala restavracija, dokončana leta 1994, so barve kristalne in vesele, z impresivnim napredkom v primerjavi z najboljšimi slikarji manierizma.

## Opis
Michelangelo je okrasil celoten zgornji register sten s šestnajstimi lunetami (od katerih sta bili dve uničeni, da bi naredili prostor za Poslednjo sodbo, v letih 1537–1541), ki uokvirjajo loke oken in so nad nizom portretov prvih papežev v nišah (delo freskantov iz 15. stoletja), na samih straneh oken.
Kar zadeva sam obok, je sestavljen predvsem iz osmih obočnih kap nad lunetami glavnih strani in štirih na vogalih, na lunetah krajših strani in na okončinah na daljših straneh. Obočne kape in lunete predstavljajo štirideset generacij Kristusovih prednikov, vzetih iz evangelija po Mateju.
Na straneh obočnih kap so prestoli prerokov (preroki in sibile) v lažni arhitekturni postavitvi, ki vključuje podnožja z enobarvnimi kerubini-kariatidami in v trikotnih prostorih ob straneh pari bronastih aktov; v spodnjem delu obočnih kap, pod hipotetično podlago, na kateri počivajo prestoli, so putti, ki držijo plošče z njihovimi imeni: so na ukrivljenih površinah, ki se končajo ob straneh lunet.
Osrednji trak oboka je končno napolnjen z devetimi Zgodbami iz Geneze, uokvirjenimi z nadaljevanjem arhitekturnih členov ob straneh prestolov, na katerih sedijo mladi "goli" ljudje, ki držijo vence s hrastovimi listi, kar je aluzija na družino papeža Della Rovere. Da bi povečali raznolikost upodobitve, so osrednje plošče spremenljive velikosti: prizori, ki zasedajo celoten prostor med stebri, se izmenjujejo z manjšimi ploščami, uokvirjenimi z enobarvnimi bronastimi medaljoni z zgodbami iz Stare zaveze, proti katerim so goli. Vsak manjši kvadrat je tako obdan z dvema paroma aktov in dvema medaljonoma.
Različni elementi so nenehno povezani v kompleksnim arhitekturnim ozadjem, ki razkriva Michelangelove nedvomne sposobnosti tudi na arhitekturnem področju, ki se je v zadnjih desetletjih njegovega delovanja namenilo razkriti v celoti. Ugotovljeno je bilo, da če bi bila arhitektura oboka dejansko zgrajena, bi bila izjemno štrleča in grozeča, še posebej v primerjavi z okraski iz 15. stoletja spodaj, ki so namenjeni izključno prebijanju zidu navzven. Ogromna Michelangelova konstrukcija tako dobi učinek titanske teže, ki pa je naložena na vitke poslikane pilastre osnovnih registrov, ki bremenijo gledalca, ki grozi, da bo padel, v imenu napete in popolne slikovne predstave, v kateri ima človek nezavedni občutek nevarnosti za nadčloveško entiteto pri prizadevanjih.
Za jasno branje vsakega elementa je bila zelo koristna uporaba briljantne palete, bogate z mavričnimi barvami, ki olajšajo razlikovanje vseh podrobnosti, tudi na veliki razdalji.

### Splošna tema
Splošna tema fresk na oboku je skrivnost Božjega stvarstva, ki doseže vrhunec pri uresničitvi človeka po njegovi podobi in podobnosti. S Kristusovim učlovečenjem je poleg odrešenja človeštva izvirnega greha dosežena popolna in končna izpolnitev božanskega stvarstva, ki človeka še bolj dvigne k Bogu. V tem smislu se Michelangelovo praznovanje lepote golega človeškega telesa zdi jasnejše.
Poleg tega obok prikazuje skladnost med Staro in Novo zavezo, kjer prva predstavlja drugo, in napoved Kristusovega prihoda v hebrejščini (s preroki) in pogani (s sibilami).
Michelangelo je s slikanjem Zgodb iz Geneze obrnil kronološki vrstni red dogodkov: začel je z Noetovo pijanostjo, da je prišlo do upodobitve Vrhovnega bitja. Pri tem je sledil filozofsko-teološki poti, ki sega v neoplatonizem, za katerega vzpon duše v božansko izhaja iz judovskega in krščanskega nauka. Giulio Carlo Argan poroča besede učenjaka Charlesa de Tolnaya: »Božansko se najprej prikaže kot skica v nepopolni obliki človeka, zaprtega v telesu (Noe), nato pa postopoma prevzame vse bolj popolno obliko, dokler ne postane kozmično bitje [.. .]. Na svetopisemski pomen svojega dela je hotel nadgraditi nov pomen, platonsko razlago Geneze.«

### Zgodbe o Genezi
Devet osrednjih plošč prikazuje Zgodbe iz Geneze, razporejene po kronološkem vrstnem redu od oltarne stene. Izbor epizod je morda navdihnilo (po E. Steinmannu) dvanajst »prerokb«, ki jih je zbor velike kapele prepeval na veliko soboto.
- Ločitev svetlobe od teme (1. Mojzesova 1 Mz 1,1-5)
- Ustvarjanje zvezd in rastlin (1. Mojzesova 1 Mz 1,11-19)
- Ločitev zemlje od voda (1. Mojzesova 1 Mz 1,9-10)
- Stvarjenje Adama (1. Mojzesova 1 Mz 1,26-27)
- Stvarjenje Eve (1. Mojzesova 1 Mz 2,18-25)
- Izvirni greh in izgon iz zemeljskega raja (1. Mojzesova 1 Mz 3,1-13,22-24)
- Noetova žrtev (1. Mojzesova 1 Mz 8,15-20)
- Vesoljni potop (1. Mojzesova 1 Mz 6,5-8,20)
- Noetova pijanost (1. Mojzesova 1 Mz 9,20-27)

Brati jih je treba tudi kot prefiguracijo Nove zaveze, kar nakazuje prisotnost prerokov: na primer Nojeva pijanost predslika Kristus se posmehuje, Potop, Krst, Žrtev Noetovega trpljenja in tako naprej do Ločitev svetlobe od teme, ki simbolizira Poslednjo sodbo.

### Preroki in Sibile
- Zaharija
- Joel
- Delfska Sibila
- Sibila iz Eritreje
- Izaija
- Ezekiel
- Kumajska Sibila
- Perzijska Sibila
- Daniel
- Jeremija
- Libijska Sibila
- Jonah

### Zgodbe iz Stare zaveze
V kotnih obočnih kapah so štirje svetopisemski prizori, ki se nanašajo na več čudežnih dogodkov v korist izbranega ljudstva:
- Judita in Holofern (Jdt 13,1-10)
- David in Golijat (1 Sam 17,1-54)
- Hamanova kazen (EstG 7,1-10)
- Bronasta kača (4 Mz 21,1-9)

### Kristusovi predniki
Kristusove prednike najdemo ob šestnajstih lunetah (dve uničeni, torej zdaj štirinajst) in osmih obočnih kapah. Predstavljajo štirideset generacij pred Jezusom po seznamu evangelija po Mateju in simbolizirajo upanje in pričakovanje učlovečenja in odrešenja brez božanske razsvetlitve prerokov.

#### Lunete
- Eleazar in Mattan
- Jakob in Jožef
- Azor in Sadoc
- Ahim in Eliud
- Jozija, Jekonija in Salatiel
- Zorobabele, Abiud in Eliacim
- Ezekija, Manaseh in Amon
- Ozija, Joatam in Ahaz
- Asaf, Josafat in Joram
- Roboam in Abija
- Jese, David in Solomon
- Salmòn, Booz in Obed
- Naason
- Aminadab
- Abraham, Izak, Jakob, Juda (izgubljeno)
- Fares, Esrom in Aram (izgubljeno)

#### Obočne kape
- Zorobabele, Abiud in Eliacim
- Jozijo, Jekonija in Salatiel
- Ozijo, Joatam in Ahaz
- Ezekija, Manase in Amon
- Roboamo in Abia
- Asaf, Josafat in Joram
- Salmòn, Booz in Obed
- Jese, David in Salomon

### Goli
Dvajset golih obkroža manjše plošče Zgodb. Njihov viden položaj, čeprav je vsebovan v poslikani arhitekturni zgradbi, presega preprosto vlogo okrasnih figur, še toliko bolj heraldično funkcijo, ki jo je označil Vasari (drži vence s hrastovimi listi, ki namigujejo na grb Della Rovere). Namesto tega se pojavljajo kot angelske figure v smislu vmesnih figur »med ljudmi in božanstvom« (Charles de Tolnay). Imajo tudi tisto lepoto, ki je po renesančnih teorijah, kot je znameniti Oratio de hominis dignitate Giovannija Pica della Mirandole, združena z vzvišenostjo duhovnih sposobnosti in postavlja človeka na vrh stvarstva, narejenega »po podobi in podobnosti od Boga«.

### Drugo
Dekoracijo oboka dopolnjujejo nekateri manjši predmeti, ki so kljub svoji sekundarni naravi delo rok mojstra ali pa so v primeru, da se je zatekel k učencem v prvi fazi cikla, vsekakor njegovo oblikovanje. Med temi polnilnimi temami so medaljoni s svetopisemskimi zgodbami, podprti z golimi, bronasti akti, ki zapolnjujejo trikotne prostore med obočnimi kapami in glavnimi ploščami, putti-kariatide, suitroni prerokov in putti, ki držijo plošče, pod vsakim prerokom ali sibilo (razen pod Jonahom in pod prerokom Zaccario, kjer je grb Della Rovere).

## Slog
Delno odkrivanje cikla na sredini je Michelangelu omogočilo, da si ogleda svoje delo od spodaj, zato se je odločil, da bo povečal obseg figur, z manj gneče, a učinkovitejšimi prizori od spodaj, bolj golimi nastavitvami, bolj zgovornimi kretnjami, manj globinami ravnin.
Ko se je vrnil k delu, je energija in "grozljivost" figur izjemno poudarjena, od mogočne veličine Stvarjenja Adama do vrtinčnih gibov prvih treh prizorov stvarjenja, v katerih se kot edini protagonist pojavlja Bog Oče. Tudi figure prerokov in sibil se s približevanjem oltarju postopoma povečujejo v proporcih in psihološkem patosu, vse do vedeževalskega jeze velikega Jone.
Na splošno pa slogovne razlike niso opazne, zahvaljujoč kromatični poenotenosti celotnega cikla, postavljenega v jasne in svetle tone, saj je jih je zadnja restavracija ponovno odkrila. Pravzaprav je predvsem barva tista, ki opredeljuje in oblikuje oblike z mavričnimi učinki, različnimi stopnjami redčenja in z različnimi stopnjami končnosti (od popolne finosti stvari v ospredju do nepreglednega odtenka za tiste zadaj), raje kot uporaba senčil temne sence.

## Obnova
Glavne plošče stropa so bile zaradi dolgoletne uporabe sveč tako zadimljene, da so bile njihove barve precej utišane. [51] Po predhodnih preskusih leta 1979 je bil strop obnovljen med letoma 1980 in 1992. Prva stopnja obnove, delo na Michelangelovih lunetah, je bila izvedena oktobra 1984. Dela so se nato nadaljevala na stropu, zaključena decembra 1989, od tam pa do Poslednje sodbe. Obnovo je 8. aprila 1994 razkril papež Janez Pavel II.
Restavracija je odstranila filter umazanije, da so slike razkrile barve, ki so bližje slikam v času njihove dokončanja. [108] Zdaj se zdi, da strop prikazuje dnevne prizore in pomladno vzdušje s svetlimi nasičenimi barvami. Obnova je naletela na pohvale in kritike. Kritiki trdijo, da je bilo veliko Michelangelovih izvirnih del - zlasti pendantivi, poudarki in sence ter druge podrobnosti, ki so naslikale al secco - izgubljeno pri odstranjevanju različnih akrecij.
Obnova stenskih fresk Botticellija, Domenica Ghirlandaia, Perugina in drugih je bila predstavljena 11. decembra 1999. Restavratorsko skupino so sestavljali Gianluigi Colalucci, Maurizio Rossi, Piergiorgio Bonetti, Bruno Baratti in drugi.